# Минамото-но Ёсинака
Минамото-но Ёсинака (яп. 源 義仲, 1154—1184) — японский военачальник периода Хэйан, один из вождей клана Минамото. Участник войн между родами Тайра и Минамото. Обладал выдающимися полководческими способностями, что помогло ему разгромить войска клана Тайра, но оказался неспособен принимать грамотные политические решения и погиб во время междоусобного конфликта с Минамото-но Ёритомо.

## Происхождение
Ёсинака принадлежал к клану Минамото, он был сыном Минамото-но Ёсикаты (?—1156) и внуком Минамото-но Тамэёси (?—1156), казненного в годы мятежа Хогэн. У него был брат Накаиэ и сын Ёситака. Ёсинака был женат на сестре Фудзивары Мороиэ. Его отец погиб от руки Минамото-но Ёсихиры (1140—1160), и Ёсинака в 2 года остался сиротой; из-за этого у него были сложные отношения с Ёритомо, братом Ёсихиры.

## Ранние годы
После убийства отца Ёсинака тоже должен был погибнуть. У Хатакэямы Сигэтады не хватило решимости на это убийство, и он передал ребёнка на руки Сайто Санэмори. Тот передал его в руки Накахары Канэто в округ Кисо, после чего Ёсинака получил прозвище Кисо.

Его игры с толпой детей всегда имели вид верховой езды и стрельбы из лука; так он подрастал постепенно, пока не возмужал, став крепок духом и велик телом; при этом он обладал большой физической силой, благодаря чему хорошо стрелял из лука.— История сёгуната в Японии. Дата обращения: 6 мая 2009. Архивировано из оригинала 24 марта 2012 года.
Он с детства мечтал отомстить клану Тайра, и как только получил приказ принца Мотихито о войне против дома Тайра, сразу начал набирать воинов (всего собрал около 1000 человек). Он собрался отправиться на соединение с отрядами Ёритомо, но на него напал Касахара Ёринао, сторонник рода Тайра. Ёсинака разбил Ёринао и захватил все ущелье Кисо. Это была его первая победа в той войне.
В 1181 году Тайра-но Мунэмори поручил своему союзнику Дзё Сукэнаге напасть на Ёсинаку. Дзё собрал 10 000 воинов и в 1182 году (2-м году эры Ёва) вступил в область Синано. Ёсинака устроил ему засаду и истребил всю его армию — погибло 9 000 человек. Через несколько месяцев Мунэмори снова пошёл войной на Ёсинаку, выставив против него армию под командованием Тайры-но Корэмори. Ёсинака встретил его в области Этидзэн и разбил. В 1182 году на него двинулся Дзё Нагамоти с армией в 40 000 человек. Ёсинака имел всего 3000 воинов, но сумел разбить армию Нагамоти. Сам Нагамоти был ранен. После этого события на сторону Ёсинаки перешли все князья Синано и окрестностей.

## Гибель

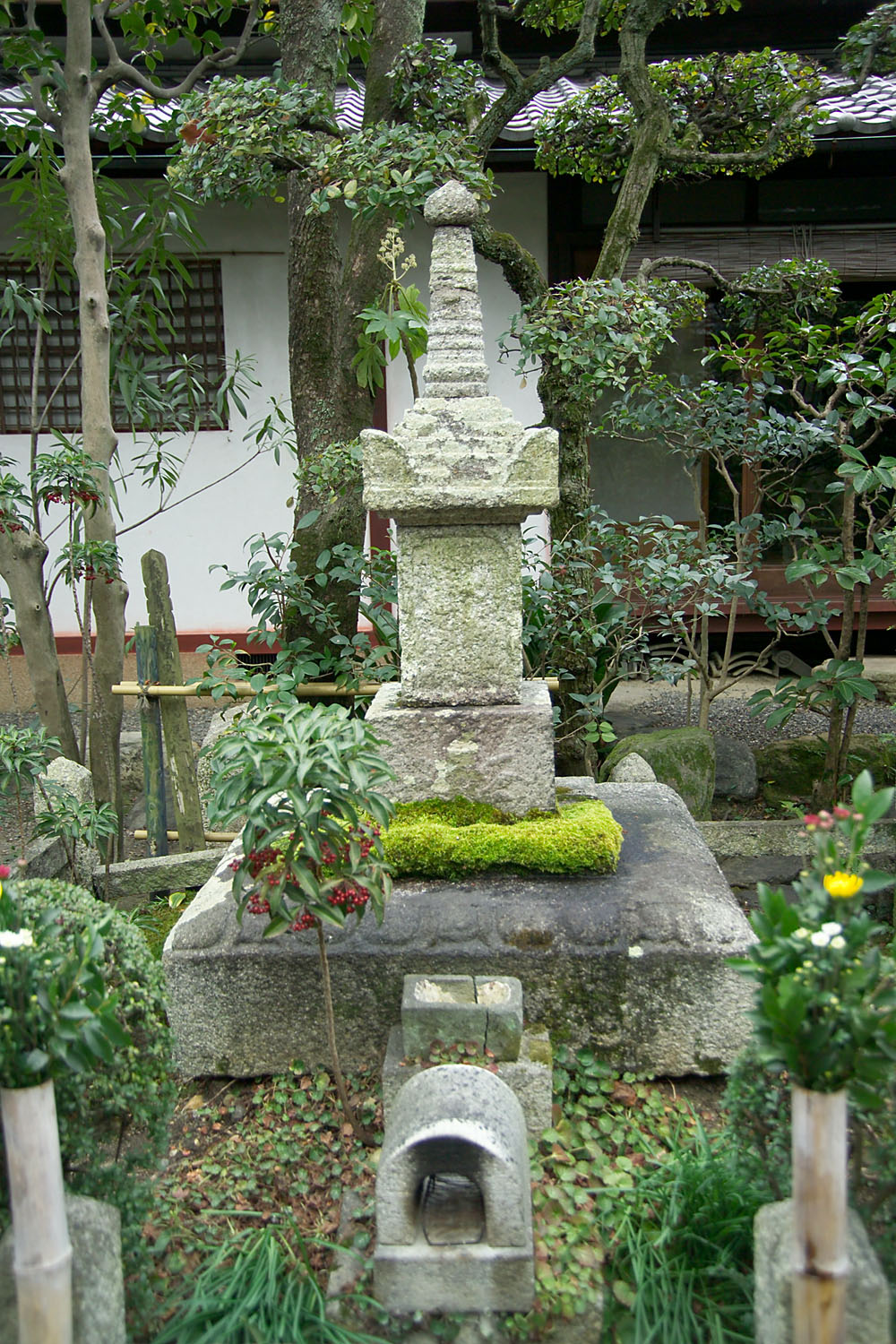
Могила Минамото-но Ёсинака

Ёсинака дрался с ожесточением и потерял всех своих всадников; в живых остался один только Канэхира, который, указав Ёсинаке на дерево, стоявшее на холме, сказал ему: «Отправляйся туда, князь, и там спокойно соверши, что следует, я же с твоего позволения буду отражать врага». Ёсинака полевыми тропинками направился к холму, но лошадь его завалилась в болото и, когда он обернулся, чтобы взглянуть на Канэхиру, вражья стрела угодила ему в лоб, и он тут же испустил дух. От роду ему было тридцать один год.— История сёгуната в Японии. Дата обращения: 6 мая 2009. Архивировано из оригинала 24 марта 2012 года.